# Serica septemfoliata
Serica septemfoliata är en skalbaggsart som beskrevs av Frey 1972. Serica septemfoliata ingår i släktet Serica och familjen Melolonthidae. Inga underarter finns listade i Catalogue of Life.